# Crocs
Crocs Inc.  er et amerikansk firma grundlagt i juli 2002 i Boulder, Colorado for at markedsføre en sko opfundet og lavet af Foam Creations, Inc. Skoene var oprindeligt ment til brug af sejlere, da sålen både er skridsikker og ikke efterlader mærker. Den første model, Beach™, blev introduceret i november 2002 ved "the Fort Lauderdale Boat Show." På trods af et begrænset reklamebudget er Crocs blevet mode i hele verden på meget kort tid på grund af det friske design og de angivelige ergonomiske fordele. 
Crocs blev introduceret på det danske marked i januar 2006.